# Per salire più in basso
Per salire più in basso (The Great White Hope) è un film del 1970 diretto da Martin Ritt.
Il film è ispirato al pugile Jack Johnson, che conobbe il suo massimo successo fra il 1908 e il 1915.

## Trama
Ambientato tra il 1910 e il 1915, il film racconta le vicende del campione afroamericano Jack Jefferson, che consegue una serie di vittorie sul ring sconfiggendo avversari bianchi uno dopo l’altro. Presto la stampa e i razzisti caldeggiano la ricerca di una "grande speranza bianca", un pugile che possa sottrarre a Jefferson il titolo dei pesi massimi. Nel frattempo l’uomo ha iniziato una relazione con una donna bianca separata, Eleanor. Le autorità cospirano per incastrare Jack per il reato di rapporti sessuali illegali e metterlo così fuori gioco.

## Riconoscimenti
- 1971 - Premi Oscar
  - Candidatura Miglior attore protagonista a James Earl Jones
  - Candidatura Miglior attrice protagonista a Jane Alexander